# 榊原モンショー
榊原モンショー（さかきばらもんしょー ）は、日本のライトノベル作家である。

## 概要
同氏は、2016年7月17日より小説投稿サイト「小説家になろう」で連載され、2018年にUGnovels（三交社）より出版された『異世界の気象予報士〜世界最強の天属性魔法術師〜』でデビューした作家である。
2019年には『不死の軍勢を率いるぼっち死霊術師、転職してSSSランク冒険者になる。』をブレイブ文庫（一二三書房）より出版している。

## 作品

### 小説
- 異世界の気象予報士〜世界最強の天属性魔法術師〜
- 不死の軍勢を率いるぼっち死霊術師、転職してSSSランク冒険者になる。
- 転生エルフによる900年の悠久スローライフ〜全属性魔法と古代魔術を100年で極めたので、残りの人生は気楽に謳歌します〜

### 漫画原作
- 国民的アイドルになった幼馴染みが、ボロアパートに住んでる俺の隣に引っ越してきた件
- ブラック企業（魔王軍）抜けてきました。勇者パーティーに入れてください
- 魔術を極めて旅に出た転生エルフ、持て余した寿命で生ける伝説となる（原作：転生エルフによる900年の悠久スローライフ〜全属性魔法と古代魔術を100年で極めたので、残りの人生は気楽に謳歌します〜）